# Павлюченко, Дарья Максимовна
Да́рья Макси́мовна Павлюче́нко (род. 31 декабря 2002 в Москве) — российская фигуристка, выступающая в парном катании с Денисом Ходыкиным. Вместе они —  бронзовые призёры чемпионата Европы (2020), бронзовые призёры чемпионата России (2020) и чемпионы мира среди юниоров (2018).

## Карьера
Занимается в фигурным катанием с 2006 года.

### Сезон 2017/2018
В сентябре-октябре 2017 года пара Павлюченко/Ходыкин выступила на двух этапах юниорского Гран-при, — в Беларуси и Польше, — заняв там, соответственно, первое и второе место. В декабре в финале юниорского Гран-при завоевала бронзу.
В январе и марте 2018 года, соответственно, Павлюченко/Ходыкин стали чемпионами России среди юниоров и чемпионами мира среди юниоров.

### Сезон 2018/2019
В сезоне 2018/2019 пара дебютировала на взрослом международном уровне, сначала выступив на челленджере Finlandia Trophy в Эспоо (Финляндия), где заняла 5-е место, потом на турнире Ice Star в Минске (Беларусь), где завоевала бронзу. После этого они выступили на двух этапах серии Гран-при — финском «Гран-при Хельсинки» и российском Rostelecom Cup (Гран-при России). Завоевав и там и там бронзовые медали, пара вышла в финал серии, где заняла 6-е место.

### Сезон 2022/2023
4 апреля Денис Ходыкин в соцсети объявил о распаде пары.

## Программы
| Программы Дарьи Павлюченко и Дениса Ходыкина | Программы Дарьи Павлюченко и Дениса Ходыкина                         | Программы Дарьи Павлюченко и Дениса Ходыкина                             |
| Сезон                                        | Короткая программа                                                   | Произвольная программа                                                   |
| -------------------------------------------- | -------------------------------------------------------------------- | ------------------------------------------------------------------------ |
| 2022—2023                                    | - «Индиго» Дана Соколова, feat. Скруджи                              | - «Лебединое озеро» П. И. Чайковский                                     |
| 2021—2022                                    | - «Be Italian» (из фильма «Девять») Ферги хореография: Бетина Попова | - «Чёрный лебедь» (саундтрек) Клинт Мэнселл хореография: Александр Жулин |
| 2020—2021                                    | - «Sing Sing Sing» в исп. Бенни Гудмен хореография: Бетина Попова    | - «S.O.S. d'un terrien en détresse» Грегори Лемаршаль                    |
| 2019—2020                                    | - «The Storm» Балаж Хаваси                                           | - «Трон: Наследие» (саундтрек) Daft Punk                                 |
| 2018—2019                                    | - «When Winter Comes» Андре Рьё                                      | - «Великий Гэтсби» (саундтрек)                                           |
| 2017—2018                                    | - «Облачный атлас» (саундтрек)                                       | - «Чикаго»                                                               |

## Спортивные достижения
| Соревнования                             | 16/17         | 17/18         | 18/19         | 19/20         | 20/21         | 21/22         |
| Международные                            | Международные | Международные | Международные | Международные | Международные | Международные |
| ---------------------------------------- | ------------- | ------------- | ------------- | ------------- | ------------- | ------------- |
| Чемпионат мира                           |               |               |               | С             |               |               |
| Чемпионат Европы                         |               |               | 5             | 3             |               |               |
| Финал Гран-при                           |               |               | 6             | 6             |               | С             |
| Этапы Гран-при: Helsinki                 |               |               | 3             |               |               |               |
| Этапы Гран-при: Skate Canada             |               |               |               |               |               | 2             |
| Этапы Гран-при: Internationaux de France |               |               |               | 2             |               |               |
| Этапы Гран-при: Rostelecom Cup           |               |               | 3             |               |               | 2             |
| Этапы Гран-при: Skate America            |               |               |               | 2             |               |               |
| Челленджеры. Finlandia Trophy            |               |               | 5             |               |               |               |
| Ice Star                                 |               |               | 3             |               |               |               |
| Международные среди юниоров              |               |               |               |               |               |               |
| Чемпионат мира среди юниоров             |               | 1             |               |               |               |               |
| Финал юниорского Гран-при                |               | 3             |               |               |               |               |
| Этапы юниорского Гран-при: Беларусь      |               | 1             |               |               |               |               |
| Этапы юниорского Гран-при: Польша        |               | 2             |               |               |               |               |
| Национальные                             |               |               |               |               |               |               |
| Чемпионат России                         |               | 6             | 4             | 3             | 3             | 4             |
| Финал Кубка России                       |               |               |               |               | 2             |               |
| Первенство России среди юниоров          | 5             | 1             |               |               |               |               |
| Этапы Кубка России. I этап               |               |               | 1             | 1             |               |               |
| Этапы Кубка России. II этап              |               |               |               |               | 1             |               |
| Этапы Кубка России. III этап             |               |               |               |               | 1             |               |
| Этапы Кубка России. IV этап              | 2 юн.         | 4             |               |               |               |               |
| Этапы Кубка России. V этап               | 1 юн.         | 1 юн.         |               |               |               |               |
| Национальные командные                   |               |               |               |               |               |               |
| Кубок Первого канала                     |               |               |               |               | 1             | 2             |